# سلاسل الحرية
سلاسل الحرية هي أوركسترا في مدينة جنين بالضفة الغربية. أسستها العربية وفاء يونس، التي تسافر بانتظام من منزلها في وسط إسرائيل لتعليم الموسيقى للأطفال في جنين.

## حادث الناجين من الهولوكوست
في عام 2009، رتب يونس لبعض الموسيقيين الشباب للسفر إلى حولون/إسرائيل للعب لحفل موسيقي لمجموعة من الناجين من الهولوكوست.
في أعقاب الحفل الموسيقي في حولون، تم إغلاق المنزل الذي استأجرته وفاء واستخدمته كإستوديو موسيقي وتم منعها لفترة قصيرة من العمل في جنين. وقالت اللجنة الشعبية، «مجموعة شعبية تمثل منظمة التحرير الفلسطينية»، للصحفيين إن الموسيقيين الشباب قد استغلتهم مديرة الأوركستراوفاء يونس، بهدف «تطبيع» العلاقات مع إسرائيل. قالت وفاء لصحيفة نيويورك تايمز إن الأطفال «قد خدعوا» وانجروا عن غير قصد إلى وضع سياسي «خدم مصالح العدو» وكان يهدف إلى «تدمير الروح الوطنية الفلسطينية في المخيم».
بعد فترة قصيرة من الزمن، سمح للسلطة الفلسطينية وفاء يونس بالعودة إلى المخيم ومواصلة تعليم الأطفال وإجراء الأوركسترا. على حد تعبيرها «هذه هي عائلتي، هنا في مخيم جنين. أحبهم كثيراً وهم يحبونني.» 